# Los Llanitos, Querétaro Arteaga
Los Llanitos är en ort i Mexiko.   Den ligger i kommunen San Juan del Río och delstaten Querétaro Arteaga, i den sydöstra delen av landet, 130 km nordväst om huvudstaden Mexico City. Los Llanitos ligger 2 098 meter över havet och antalet invånare är 480.
Terrängen runt Los Llanitos är kuperad åt nordväst, men åt sydost är den platt. Runt Los Llanitos är det ganska tätbefolkat, med 179 invånare per kvadratkilometer. Närmaste större samhälle är San Juan del Río, 8,0 km nordväst om Los Llanitos. I omgivningarna runt Los Llanitos växer huvudsakligen savannskog.